# Bannwil
Bannwil est une commune suisse du canton de Berne, située dans l'arrondissement administratif de Haute-Argovie.

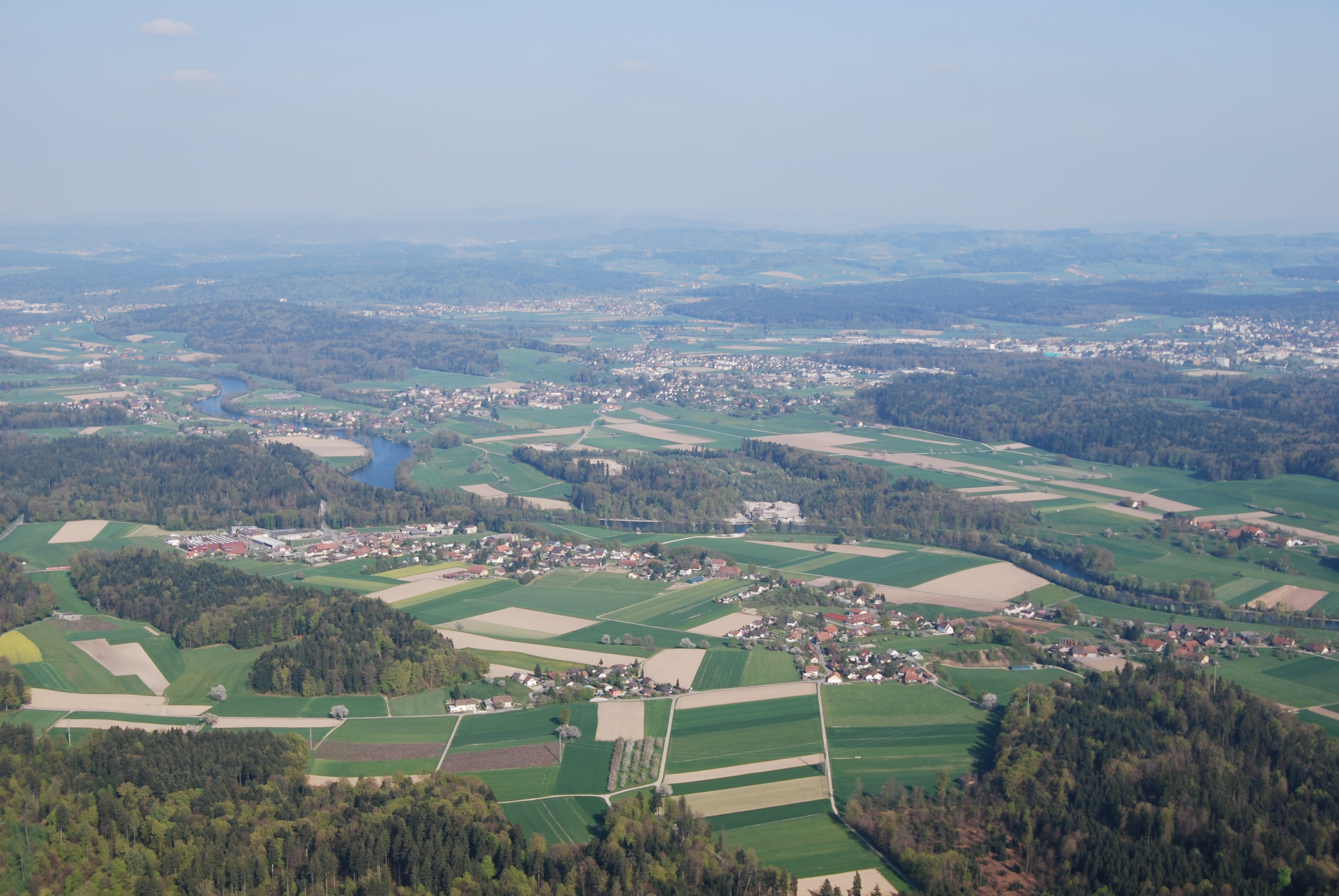
Bannwil.

Photo aérienne par Walter Mittelholzer (1923)

## Histoire
Bannwil fait partie de la seigneurie puis du bailliage d'Aarwangen jusqu'en 1798.

## Patrimoine bâti
Église protestante élevée par Abraham Dünz l'Aîné (1679).